# 星野千恵
星野 千恵（ほしの ちえ・1982年6月8日 - ）は、東京都出身の女性モデルである。
妹はタレント・モデルとして知られる星野加奈。

## 来歴・人物
- 1982年6月8日、3人姉弟の長女として生まれる。
- 16歳から雑誌「Cawaii!」のモデルを4年間務めた後、妹である星野加奈の推薦により「Popteen」のモデルとなる。
- 2006年にPopteenモデルを卒業。2009年6月からはBBフロンティア株式会社の化粧品開発特別上級アドバイザーを務める。
- 愛称は“ちえちゃん”だが、妹の加奈からは“ねねたま”と呼ばれている。

## テレビ出演
- 新・出動!ミニスカポリス（テレビ東京・2003年7月1日）「ミニスカ検問」コーナーに登場

## DVD
- BODY SEXY（イーネットフロンティア・2005年5月20日発売）